# ミズダニ

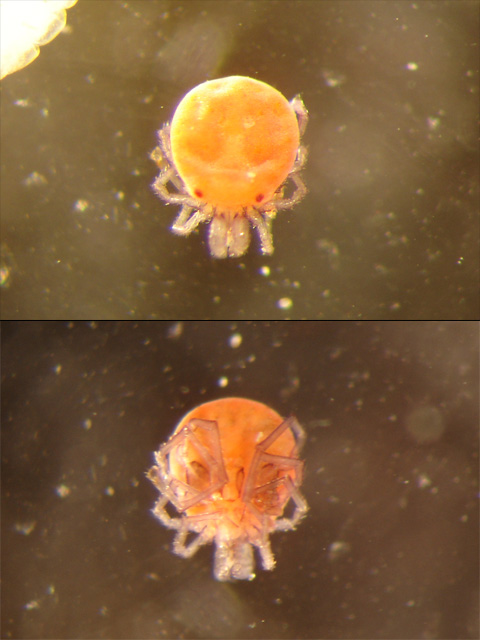
ミズダニの一種 上：背面 下：腹面

ミズダニは、水の中に住んでいるダニであり、狭義には節足動物門クモ形綱ダニ目ミズダニ団（Hydrachnellae）に分類される水生の群の総称である。
ケダニ類に近いもので、系統学的な自然分類群というより水生という生態面でまとめられているため、独立の分類群ではなくケダニ類とともにケダニ団（Parasitengona)に含めることもある。水生のダニは、陰気門亜目のササラダニ類などにも知られるが、大部分はこの類である。

## 分類
ミズダニは、典型的には淡水中で遊泳して生活しているダニである。これに対して海産のダニにウシオダニ類があり、この両者は近縁な関係にある。そのため、狭義のミズダニといえば前者の群を指し、広義の場合には後者をも含める。ただし、狭義のミズダニの中にも海産種も若干あり、またウシオダニ科でも淡水や地下水に生息する種類もある。それらはすべてダニ目の中で前気門亜目に含まれる。これは、テングダニ類やハダニ類、フシダニ類、ニキビダニ類が属する分類群である。
後述のウシオダニ科を除いた狭義のミズダニ（Hydrachnellae）は世界に12上科51科約3,000種（日本国内で9上科27科約300種）程いる。この科数は、前気門亜目に含まれる科のおよそ半数に及ぶ。広義の場合には、ウシオダニ科（Halacaridae）をも含めるが、その種類は多くない。基本的に節足動物や軟体動物といった無脊椎動物を捕食、あるいはこれらに寄生することで生活し、近縁なケダニ類のツツガムシ類のように、ヒトや家畜、魚類といった脊椎動物を加害するものはない。

## 生息環境
ミズダニの多くのものは湖、沼、池、その他一時的ではない水溜りを始めとして、河川、渓流、湧泉（ゆうせん）、地下水、海など幅広い水域に生息する。多くの種では成体は肉食性で、ミジンコ、カイミジンコ、ユスリカの幼虫などを捕食する。湖沼性の種類は、水草につかまっているもの、泳ぐもの、水底の泥土上を這うものなどがある。川や渓流の種類は流水中の石面に張り付いている。海産種は、磯の海藻につかまったり、石や死んだ貝の殻についたり、またプランクトンとして浮遊しているものもある。淡水産貝類（トブガイ、カラスガイ、カワシンジュガイなどの二枚貝やマルタニシ、オオタニシといった巻貝など）に寄生するものは、その外套腔内にすみ、体壁や外套膜の粘液を吸収する。
下水のような有機物汚濁が著しく、酸素の少ない水中で生活するものは知られていない。

## 形態・色
ダニ類なので成虫では肢が８本である。体は一般に球形、卵形または楕円形のものが多いが、地下水種のバンデシアのようにウジムシ形の種類もある。体の大きさは0.5〜1.5ミリのものが多いが、小さいものは0.3ミリ、大きいものは5ミリにも及ぶ。体色は褐、黄、青、緑、紫、赤、橙などの美しい種類が多く、地下水性ミズダニ類はほぼ無色または淡黄色のものが多い。海産種は主に赤色である。
背面の大部分は肥厚板に覆われることが多い。腹面では脚の付け根の基節板と生殖板が硬化している。体表の肥厚部には皮膚腺が発達し、点在している。眼が存在するものでは1対、あるいは2対あり、また黒色の色素とレンズを有する。地下水性の種類では眼は退化して著しく小さいか消失し、そのかわりに感覚毛や触肢が発達している。口器は体の前方腹面にあり、頭状で先端に口が開く顎板の両側に獲物の捕獲に与る触肢が付着し、鋏角は顎板にはまり込んでいる。摂食に与る鋏角は通常完全な鋏状ではなく、可動指は強大な鎌状に発達するが、固定指は短く退化している。

## 生活史

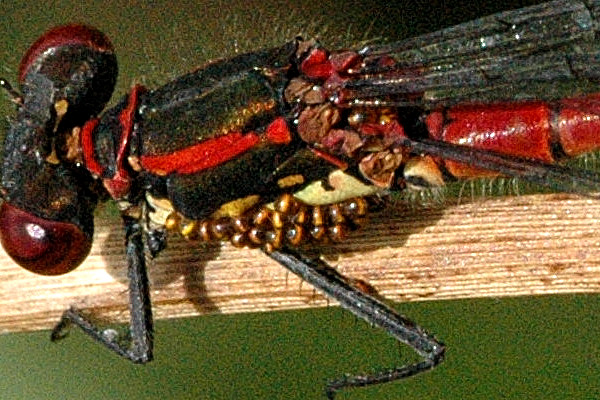
イトトンボに寄生するヨロイミズダニ科の一種Arrenurus cuspidatorの幼虫

ミズダニ類は雌雄異体であって、その生活史は大分複雑である。卵は球形の種類が多いが、二枚貝に寄生する種類には楕円形の卵を産むものがある。卵の色は黄色のものが多いが、橙赤色や、煉瓦色のものもある。卵はふつうゼラチン様の膜に包まれていて、水草の茎や葉の表面に産みつけられるものが多いが、泥の中に産むものもある。流水の種類では石の表面や石の面の穴の中に産むものが多い。貝類に寄生している種類は貝の外套膜の組織内に産卵する。卵から6本脚の幼虫、8本肢の若虫を経て成虫になる。多くの場合、若虫と成虫は自由生活で微小な甲殻類や水生昆虫の幼虫などを捕食するが、幼虫はガガンボ、カ、ユスリカ、ブユ、ヌカカ、カワゲラ、トビケラ、コオイムシ、アメンボ、ミズカマキリ、コミズムシ、ゲンゴロウなど水生昆虫の成虫、あるいは幼虫に寄生する。成虫期を陸上で過ごす水生昆虫の成虫に寄生する種の場合、羽化時に取り付き寄生を開始して寄生期間を通じ水を出て生活し、宿主が交尾、産卵のために水辺に戻ってきたときに宿主から離脱し、水中の自由生活に戻る。地下水性種の生活史は全く分かっていない。ミズダニ類の寿命は大体２〜3年であると考えられている。

## 採集法
池や湖沼のミズダニは柄付のプランクトンネットで岸辺の水草の間をすくって西洋皿のような白い皿に入れる。ミズダニだけをスポイトで拾えばよい。ミズダニは貪食なのであまり長時間多くの個体を管ビンに入れておくと共食いをする。餌としてミジンコその他を一緒に入れておくと共食いが防げる。
流水中のミズダニは石を拾ってその裏面や、石面のくぼみなどを調べると見つかる。それを細いピンセットか竹の細いピンで拾いとる。淡色の石よりも淡色の黒っぽい石に多くついている。新しい石よりも珪藻などがついている石の方が多い。石面のなめらかなものよりも粗くて凹凸のある穴の多い石に多い。ミズダニを採るときに、石面の穴に産みつけられた卵塊にも注意を払う。卵塊を持ち帰ってシャーレに入れておけば幼虫が得られる。
湧泉や渓流の石には蘚苔類の生えていることがある。浸水部の蘚苔類の間を探すと、赤色や橙色の美しいミズダニの採れることがよくある。
貝類に寄生するミズダニは淡水産のトブガイ、カラスガイ、カワシンジュガイなどの二枚貝やマルタニシ、オオタニシなどの巻貝の外套腔内にいるので、これらの貝を採集して殻を割ってその外套腔内をよく調べる。
地下水中のミズダニは小型のプランクトンネットを井戸ポンプの水の出口にあてがって水を汲む。手押しポンプのハンドルを数百回以上押せば、その井戸にいるかいないかが大体分かる。地下水種は無色で小形のものが多いので注意しないと見落とすことが多い。

## 標本
分類学や群集生態学の研究などに用いる標本を作るに際し、水生動物やダニの多くは採集した後にエタノールやホルマリンで固定するが、ミズダニ類の場合これらは適さず、専用の保存液をつくり、採集したものをこれに保存して液浸標本にする。ミズダニ保存液はグリセリン、氷酢酸、水を容積で10:1:9の割合で混合したものを用いる。ミズダニ保存液に入れたミズダニはいったん収縮してしまうが、2〜3日経つと膨れて体形は復元する。
またダニの同定や分類学の研究に際して形質を観察し、検討する場合、液浸標本を改めてプレパラート標本につくりなおす必要がある。これも多くのダニではガム・クロラール液やホイヤー液などのガム・クロラール系封入剤やカナダバルサムを用いるのが普通であるが、ミズダニ類ではこれとは異なる特殊な方法が用いられる。
まず先述の保存液に入れて1週間以上経た液浸標本を双眼実体顕微鏡で見ながら柄付き針と小型のメスで解剖し、側面から背腹に切り分けてから顎板、触肢、鋏角からなる口器と体の本体と分離する。口器は各々の構成要素を分離するが、小型種では鋏角を顎板から分離しなくてもよい。また顎板が脚の基部の基腹板と癒着している場合は、これを体の本体と分離しなくてよい。背腹に分離した体の本体からは内臓を抜き去る。こうして分けた体の各部を薄手のスライドガラスの上で濃いグリセリン・ゼラチンの小滴中に配置して凝固させ、その周りに円形カバーガラスと同じ大きさのグリセリン・ゼラチンの円形の土手を作った後にこの土手の内側を薄いグリセリン・ゼラチンで満たし、円形カバーガラスをかぶせて封入する。さらにカバーガラスの周囲にニスを塗って密封することで永久プレパラートとなる。また、完成したプレパラートを表裏の両面から観察できるよう、ひっくり返して顕微鏡のステージに載せたときに封入部分が保護されるよう、スライドガラスの表の左右両端に1/6に切断したスライドガラスを、水ガラスの液滴で貼り付ける。

### ミズダニ類標本コレクション
日本のミズダニ類研究の研究の先鞭をつけた北海道大学の内田亨に師事してミズダニ類や地下水生物学の研究で業績を残した動物学者の今村泰二（茨城大学にて教授を経て名誉教授・2004年没）が1946年から1971年にかけて国内外で収集したミズダニ類の標本1,541点が、「今村泰二ミズダニ類コレクション」として2005年よりミュージアムパーク茨城県自然博物館で保存されている。
標本の中には、28科59属154種10亜種のホロタイプ（正基準標本）が含まれており、学術的に大変貴重なものである。

## 類似のもの
水中のダニとしてはこのほかにミズノロダニなど淡水生のササラダニがいる。種数は少ない。非捕食性であり藻類を摂食し、動きも緩慢で、通常成虫になると濃い褐色に着色し、ミズダニ類と著しく外見が異なる。またコナダニ類やヒゲダニ類など陸生のダニ類が水中から観察されることもまれにある。